# Joseph Goebbels
« Goebbels » redirige ici. Pour les autres significations, voir Goebbels (homonymie).
Joseph Goebbels (prononcé en allemand : [ˈɡœbəls]), né le 29 octobre 1897 à Rheydt et mort par suicide le 1er mai 1945 à Berlin, est un homme d'État allemand et criminel nazi. Proche d'Adolf Hitler, il fut, avec Hermann Göring et Heinrich Himmler, l'un des dirigeants les plus puissants et influents du Troisième Reich.
Du fait de son action de 1933 à 1945 au ministère de l'Éducation du peuple et de la Propagande, son nom reste indissociablement lié à l'emploi des techniques modernes de manipulation des masses, et un modèle pour la propagande des États totalitaires.
Antichrétien radical, et surtout antisémite fanatique, il a joué un rôle moteur dans les persécutions contre les Juifs allemands, par ses discours enflammés et, notamment, en organisant la nuit de Cristal en novembre 1938.
Quoique désigné comme chancelier par Hitler avant son suicide, il se donne la mort le lendemain dans le Führerbunker — en compagnie de son épouse Magda, après qu'elle a empoisonné leurs six enfants —, échappant ainsi à tout jugement.

## Biographie

### Enfance et études (1897-1922)
Paul Joseph Goebbels naît à Rheydt, ville industrielle de l'ouest de l'Allemagne, dans la banlieue sud de Mönchengladbach, à une vingtaine de kilomètres à la fois de la frontière néerlandaise (à l'ouest), du Rhin (à l'est) et de la Ruhr (au nord), principale région industrielle allemande. D'origine modeste, il est le fils de Fritz Goebbels et de Katharina Odenhausen. Son père, d'abord garçon de courses dans une fabrique de réverbères, devient ensuite commis puis employé de bureau, comptable et chef-comptable d'une usine de fabrication de mèches. Tous deux catholiques, ses parents ont eu en tout six enfants : Konrad (1893-1949), Hans (1895-1947), Maria (1896-1896), Joseph (1897-1945), Elisabeth (1901-1915) et Maria (1910-1949) ; la famille comporte cinq enfants vivants : Goebbels a deux frères aînés puis deux sœurs cadettes.
Atteint d’ostéomyélite dans sa petite enfance, Goebbels perd l’usage de son pied droit à l'âge de 4 ans. En outre après l'échec d'une opération l'année de ses 10 ans, il est contraint de porter un appareil orthopédique pour le restant de ses jours.
Goebbels a entamé ses études primaires depuis Pâques 1904, dans une école proche de son domicile. Il suit ses études secondaires au Gymnasium catholique de Rheydt : élève brillant mais peu aimé de ses camarades et professeurs, il y est surnommé « Ulex » par référence à Ulysse renommé pour sa mètis (« intelligence rusée »).
Alors que ses deux frères sont incorporés pour prendre part à la Première Guerre mondiale, un médecin militaire le déclare inapte pour le service dès 1914, l'année de ses 17 ans, et à son grand dépit, il est réformé. Appelé en juin 1917 pour un poste dans les bureaux de l'armée, il est vite renvoyé à la vie civile. Diminué, et ne mesurant que 1,65 m, il aurait fait passer par la suite son infirmité pour une blessure de guerre. Toute sa vie, il va garder un fort complexe de sa faible constitution physique.
Il décroche son Abitur (équivalent du baccalauréat) en 1917. Quoiqu'excellent, « cet élève studieux était trop renfermé pour être aimé de ses camarades, trop prétentieux pour être apprécié de ses professeurs ».
Il poursuit des études universitaires en philologie classique pendant deux semestres à Bonn, puis à Fribourg en été 1918, et l’hiver suivant à Wurtzbourg. De retour à Fribourg-en-Brisgau en été 1919, il part ensuite étudier à Munich. Après un nouveau retour à Fribourg, il s’inscrit à l’université de Heidelberg où il termine ses études. Il est fasciné par l'écrivain Friedrich Gundolf, et sous la direction d’un professeur d’origine juive, Max von Waldberg, il rédige une thèse de doctorat consacrée à l’écrivain romantique Wilhelm von Schütz, « l’un des modèles du conservatisme intellectuel et politique le plus strict »,. Après un an, il obtient son doctorat le 18 novembre 1921 : il vient d'avoir 24 ans. Jusqu’à sa mort, il ne manquera jamais, en toutes circonstances, de veiller à rappeler son doctorat en se faisant appeler « Herr Doktor » et en signant sa correspondance « Dr. G »,.

### Carrière au sein du parti nazi (1922-1933)

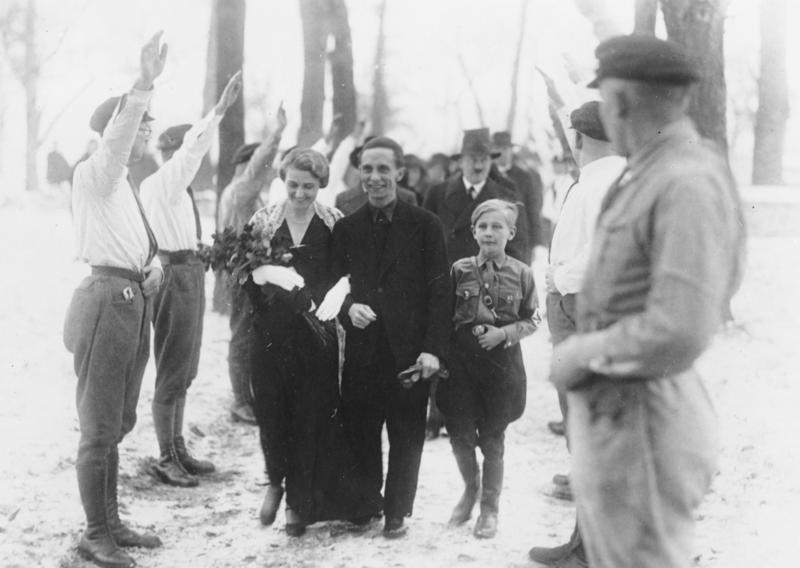
Mariage de Magda et Joseph Goebbels, en décembre 1931. En arrière-plan, leur témoin : Adolf Hitler.

#### Un proche des frères Strasser (1922-1926)
Après son doctorat, Goebbels travaille comme journaliste, et tente sans succès de faire publier un roman d'inspiration autobiographique, Michael.
En 1923, il écrit dans son journal qu'il va proposer à l'édition à La Schauspiel Köln (le théâtre de la ville de Cologne) deux de ses pièces de théâtre : Le Voyageur et Prométhée. Il cherche à compenser la mauvaise image qu'il a de lui-même par ses conquêtes féminines. Dès 1924, Goebbels rejoint le NSDAP dirigé par Adolf Hitler depuis 1921. Son supérieur dans le parti est Gregor Strasser, et son haut niveau d'études le propulse rapidement à la tête des journaux nazis de la Ruhr. Sa grande intelligence et sa formation intellectuelle font qu'il a la charge d'un nombre plus important de publications du parti dans de plus en plus de régions d'Allemagne.
Parallèlement à cette activité, il écrit de nombreux discours, et ses talents d'orateur sont appréciés. Dans le parti d'alors, les frères Strasser (Otto et Gregor) sont ses mentors. Ils ont une place éminente au sein du parti, car ils ont su profiter du séjour de Hitler en prison (du 11 novembre 1923 au 20 décembre 1924). À son retour, Hitler ne peut supporter cet état de fait. Joseph Goebbels fait donc ses premières armes dans une aile du parti qui est jugée plutôt rivale de celle de Hitler (même s'il répète sans cesse son dévouement à ce dernier).
À cette époque, il note dans son journal intime que certains discours de Hitler l'horrifient et le répugnent fortement, par leur brutalité, mais aussi par le rapprochement souhaité par Hitler du parti avec les puissances d'argent, le parti ayant besoin de financement. Désireux de changements radicaux, il n'hésite pas à dénoncer les « réactionnaires », et à proclamer que « seul le socialisme peut libérer l'Europe » : pour lui, il faut d'abord bannir le libéralisme et rénover le socialisme. Il fait alors des discours dénonçant « le système capitaliste ».
Le 12 juillet 1925, Goebbels voit Hitler pour la première fois à Weimar lors d'un discours public de ce dernier qui le laisse subjugué « Quelle voix, quels gestes, quelle passion ! […] mon cœur s'arrête, je suis suspendu à chacun de ses mots ».
Il admire Hitler, mais a des désaccords profonds au sujet des nationalisations économiques (que Goebbels veut mettre en place partout) et sur la notion de propriété (Goebbels veut supprimer la propriété privée). Le 24 janvier 1926, lors d'un meeting au cours duquel Hitler est absent, il exprime le souhait de l'exclure du parti.

#### Au service de Hitler (1926-1933)
Membre de l’aile gauche du parti, Goebbels va pourtant rejoindre son aile droite. Au début de 1926, Hitler remet progressivement la main sur le parti. Il s'appuie pour cela sur l'aile droite animée par Julius Streicher (que Goebbels appelle « les porcs », « les crapules d'en-bas »[réf. nécessaire]), opposé aux Strasser, et en lien avec l'establishment allemand (Erich Ludendorff par exemple). Hitler, dans son discours du 14 février 1926 à Bamberg, devant soixante dirigeants du parti, définit une politique dont le seul ennemi est le bolchevisme. Ce discours offense profondément les partisans des Strasser. Goebbels est retourné, malade : « C'est ma cohésion intérieure qu'on m'a retirée. Je ne suis plus que la moitié de moi-même »). Il commente : « Quel Hitler est-ce là ? Un réactionnaire ? L'Italie et l'Angleterre sont des partenaires naturels. Terrifiant ! […] Ne pas porter atteinte à la propriété privée ! Atroce ! ».
Durant le reste du mois de février, Goebbels et le clan Strasser essayent de retourner Hitler contre l'aile droite. Vainement, mais Hitler tempère, laissant une porte ouverte : dans un discours du 28 février, il s'en prend essentiellement au « marxisme ». Goebbels sait que c'est la chance à saisir, il prépare sa trahison : au début de mars, Strasser est grièvement blessé par des communistes lors d'un meeting ; c'est l'occasion pour Goebbels d'aller à la rencontre de l'aile droite. Le 12 mars, il est invité sur les terres d'un des tenants de cette dernière (en Franconie chez Streicher), puis le 21 mars, à Nuremberg, il rencontre Streicher et se réconcilie avec lui. Le 27 mars, Goebbels fait son autocritique, en écrivant un éditorial au titre évocateur : « Il y a quelque chose qui cloche en moi ! » C'en est fini du Goebbels « strassérien » ; désormais il est entièrement hitlérien. Cette trahison n'empêche pas que Goebbels ait toujours admiré Hitler. Il met ses erreurs sur le dos de ses mauvais conseillers, notamment Hermann Esser, le responsable de la propagande du NSDAP. Goebbels est à partir de cette date entièrement dévoué à Hitler.
D'autre part, si Goebbels est pour le socialisme, il se dit absolument contre le marxisme, mais pour la suppression de la propriété privée et de ce fait, un national-socialiste convaincu. Concernant son antisémitisme virulent, l'historien Joachim Fest relève qu'au départ de sa carrière politique, Goebbels se moquait de l'« antisémitisme simpliste des politiciens racistes ». Néanmoins, par la force des choses, notamment la consolidation du Troisième Reich, la baisse de son influence et surtout la recherche de nouvelles cibles, il devint un antisémite des plus acharnés, bien qu'il s'agisse sans doute plus d'une tentative de « compenser sa disgrâce physique », qui ne correspondait pas aux canons du Troisième Reich, que d'une conviction profonde.
Mais ce retournement de situation, Goebbels l'a aussi souhaité, car il a compris que le camp de Strasser est condamné à plus ou moins long terme. De plus, Goebbels sait qu'avec ses talents de propagandiste, il a une place dans le parti avec ou sans les Strasser. Hitler tient à s'attacher ses services, et pour cela il met les moyens : alors qu'il convoque l'aile gauche et l'aile droite à Munich, pour s'expliquer sur le 12 février[Passage problématique], Hitler réserve un traitement de faveur à Goebbels. Dès le premier jour, il lui offre une accolade chaleureuse avec les larmes aux yeux ; Goebbels dit être alors « sur un nuage ». Puis Hitler multiplie les privilèges pour son hôte : il l'attend seul à son hôtel ; ils dînent ensemble, c'est Hitler qui invite « et il ne mégote pas ! » commente un Goebbels flatté. À l'opéra, Hitler se met à côté de Goebbels, ce qui le flatte davantage encore. Le lendemain matin commence l'explication : l'aile droite charge Strasser et Goebbels ; ce dernier réplique, les insultes fusent. Hitler se frotte les mains : il n'a plus qu'à apparaitre à la fin de la réunion comme « le dieu pacificateur et unificateur ». L'après-midi, Hitler le passe avec Goebbels, Kaufmann et Pfeffer pour expliquer ses nouvelles positions : individualisme et collectivisme sont liés ; il prévoit du privé et du public dans son économie, dans une sorte d'économie mixte.
Le 15 avril 1926, Hitler invite à nouveau Goebbels chez lui, qui y reste trois jours ; puis ils vont à Stuttgart, dans la salle Wulle, pour un meeting, dînent ensemble, Hitler l'embrasse et le flatte tellement que Goebbels croit qu'il le « porte dans son cœur comme personne d'autre ». Le 20 avril, Goebbels a l'honneur de fêter l'anniversaire du Führer (37 ans) avec lui. Hitler remplace peu à peu ses amis d'antan : Strasser, mais aussi Kaufmann qui n'hésite pas à le lui reprocher dans une lettre de début mai 1926. Goebbels semble avoir fait son choix depuis longtemps déjà. Le retournement de Goebbels s'est donc effectué là. Hitler a réussi, en soufflant d'abord le froid le 13 février[Passage problématique], incitant Goebbels à se rapprocher de Streicher (19-20 mars), puis en soufflant le chaud en avril (meeting de Munich vendredi 9 avril, anniversaire de Hitler le 20, meeting du 22 mai) l'incitant à se rapprocher de lui-même.
Ce retournement et cette fidélité nouvellement témoignée sont récompensés, tout comme le succès de ses actions de propagande. Pour redonner de la visibilité au parti, en perte de vitesse, Goebbels a multiplié les scandales et les provocations, en utilisant les rixes, les harangues anticommunistes ou antisémites. Il prétend lui-même fièrement, dans Kampf um Berlin, p. 66, que, à la suite d'une réunion le vendredi 11 février où des contradicteurs communistes ont déclenché une bagarre sanglante, les SA ont été surnommés les bandits et lui-même le « super-bandit ». En contrepartie, il est nommé gauleiter de Berlin à partir de 1926, il est élu dès les élections législatives de mai 1928, devenant ainsi l'un des douze premiers députés du NSDAP à siéger au Reichstag : « Nous entrons au Reichstag […] comme des loups dans la bergerie », écrit-il dans Der Angriff, le journal qu'il a fondé en 1927.

### Le Troisième Reich

#### Ministre de la Propagande (1933-1945)

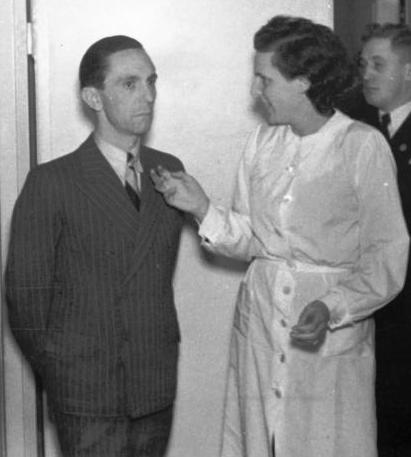
Goebbels et la cinéaste Leni Riefenstahl en 1937.

Le 11 mars 1933, le nouveau chancelier Hitler le nomme ministre de l'Éducation du peuple et de la Propagande du Reich en raison de ses talents d'orateur et de rhétoricien. Son rôle est essentiel dans la mise en place de la dictature nazie et de la diffusion des mots d'ordre. Selon lui, l'idéal, c'est que la presse soit organisée avec une telle finesse qu'elle soit en quelque sorte un piano sur lequel puisse jouer le gouvernement.
Nommé ministre, il se trouve à la tête d'un ministère comptant 1 300 agents aux moyens en expansion durant toute son existence ; du fait de ses activités, le ministère est rapidement divisé en départements spécialisés, contrôlant l'ensemble des médias. Ministre chargé de la Propagande, il préside une conférence quotidienne au cours de laquelle il édicte les consignes devant être répercutées par le parti et la propagande de l'État. Le 21 mars 1933, il organise la journée de Potsdam, peu avant le vote de la loi des pleins pouvoirs par le Reichstag, lors de laquelle Hitler obtient le ralliement du Zentrum contre d'éventuelles garanties constitutionnelles qui ne seront pas réalisées. La Telegraphen Union du Trust Hugenberg est confisquée et fusionnée avec l'Agence Continentale et l'Agence de presse Transocean pour créer une agence de presse aux ordres.
C'est lui qui est à l'initiative de la Chambre de la Culture du Reich, fondée le 22 septembre 1933 et inaugurée le 15 novembre suivant. Elle met en œuvre dans les milieux culturels le processus de Gleichschaltung, la mise au pas de la société allemande. Son ministère régente et censure ainsi la presse écrite, la radio, le cinéma, l'art. Sous l'impulsion de Goebbels, les moyens modernes de communication sont considérablement développés : radio, informations cinématographiques et même télévision (dès 1935).
En 1940, alors que l'Allemagne est entrée en guerre, il souhaite toucher un lectorat plus intellectuel que les lecteurs du Stürmer ou du Völkischer Beobachter. Il crée donc un hebdomadaire, Das Reich, qui paraît du 26 mai 1940 au 15 avril 1945. Le journal voit sa diffusion tripler entre 1940 et 1944, tiré en octobre 1940 à 500 000 exemplaires et en 1944 à plus 1 400 000 exemplaires. Le ministre de la Propagande, qui écrit 218 éditoriaux durant toute l'existence du journal, vise à la fois les nazis convaincus et un public plus informé et plus cultivé que le lectorat du reste de la presse nazie.
Partisan de la violence physique, il organise le boycott général de tous les magasins juifs le 1er avril 1933. Le 10 mai 1933, 20 000 livres sont brûlés lors de l'autodafé organisé par les nazis sur la place de l'opéra à Berlin. Dès septembre, une loi oblige à adhérer à une Chambre de la culture du Reich (Reichskulturkammer) pour pouvoir exercer une profession artistique ou celle de rédacteur en chef d'un journal. Comme cette adhésion est interdite aux « non-Aryens », ces professions deviennent ainsi réservées aux seuls Aryens. L'émigration de nombreux intellectuels commence. Goebbels est constamment aux avant-postes dans la radicalisation du régime contre les Juifs avant la guerre (par exemple, lors du pogrom qu'il fera surnommer « nuit de Cristal » et dont il apparaît comme le principal instigateur).
Il est décrit comme de type méditerranéen, de taille moyenne (mesurant 1,65 m), la jambe droite déformée des suites d'un pied-bot ou d'une ostéomyélite, squelettique, de complexion maladive et disposant d'un nez proéminent et pointu. De tous les dirigeants du Troisième Reich et hormis la personne de Hitler lui-même, Joseph Goebbels avait l’apparence la plus éloignée du canon esthétique nazi du grand blond athlétique aux yeux bleus (on ironisait volontiers en disant que le bel Aryen était blond comme Hitler, grand comme Goebbels et élancé comme Goering,). Goebbels n'hésite pas à faire figurer ses propres enfants dans un film de 1939 destiné à justifier la politique d'euthanasie des infirmes alors que lui-même a été réformé du service militaire en raison de son infirmité. Selon Joachim Fest, il cherchait à compenser ses défauts physiques par une dévotion complète au nazisme .
En 1936, il entame une relation avec la jeune actrice tchèque alors âgée de 22 ans, Lída Baarová. Son épouse Magda menace alors de divorcer, n'hésitant pas à aller jusqu'au Berghof afin de plaider sa cause auprès de Hitler, menaçant même de divulguer des documents précédemment mis à l’abri (lettres, listes, etc.) témoignant des nombreuses incartades extraconjugales de son époux. Le Führer accède alors à la requête de Magda, craignant le scandale que pourrait provoquer un divorce, notamment en raison de l'image de la famille modèle qu'incarnent les Goebbels, qui est diffusée par la propagande, et qu'il faut défendre à tout prix. Hitler intime donc l'ordre à son ministre de cesser toute relation avec l'actrice qui est renvoyée en Tchécoslovaquie en 1938 (elle va être emprisonnée après la guerre pour collaboration). Jusqu'à la fin de sa vie, Lída Baarová a démenti avoir eu une quelconque relation avec Joseph Goebbels.
Proche de Hitler, Goebbels joue un rôle déterminant à Berlin dans l'échec du complot du 20 juillet 1944 contre le Führer, rendant possible une conversation téléphonique entre le commandant Otto Ernst Remer et Hitler encore dans la Wolfsschanze où a eu lieu l’attentat, alors que la rumeur prétendait qu'il était mort. Il devient immédiatement après « plénipotentiaire pour la guerre totale » en juillet 1944. Durant les mois qui suivent, il continue de croire à la victoire du IIIe Reich. Ainsi, lors du congrès des Gauleiter à Posen, il prend la parole le 3 août 1944 et rend les échelons intermédiaires de commandement responsables des défaites du début de l'été ; puis, il expose les raisons d'être optimistes, à partir du moment où les traitres sont démasqués et punis.
À partir de l'automne 1944, il tente d'insuffler un esprit combatif à la population : le 3 octobre 1944, il participe à un meeting du NSDAP à Aix-la-Chapelle, directement visée par l'armée américaine ; durant son discours, tout en reconnaissant un certain nombre d'erreurs, il insiste sur les points positifs de la situation militaire et politique dans laquelle se trouve le Reich à l'automne 1944, selon lui : des lignes de défense plus courtes, une connaissance du terrain. Dans le même temps, lors d'une rencontre avec Hitler le 21 septembre 1944 il tente de convaincre ce dernier de négocier une paix séparée avec l'Union soviétique. Durant cette période, le ministre de la Propagande se berce d'illusions, non seulement sur la réalité de la situation militaire, et donc sur les probabilités réelles de victoire allemande, mais aussi sur des solutions diplomatiques, notamment avec l'Union soviétique. Cependant, cet optimisme de façade est absent de son journal personnel, lequel témoigne plus d'un sentiment de morosité et d'abattement touchant l'ensemble des dirigeants allemands durant cette période.
Le 21 janvier 1945, son dernier éditorial dans Das Reich lui fournit une dernière occasion de revenir sur les Alliés et le prétendu ciment de leur coalition. Selon lui, capitalisme et bolchevisme seraient les deux facettes d'une même domination, servie par les soldats alliés, mercenaires stipendiés par les Juifs, domination à laquelle le national-socialisme se serait attaquée. Il reprend la thématique de la domination juive lors de son discours radiodiffusé du 28 février 1945 : les alliés occidentaux, ayant contracté une alliance contre nature avec l'Union soviétique, ont « trahi » le Reich et le laissent seul aux prises avec l'« État juif » par excellence, l'Union soviétique.
Le 19 avril 1945, il prononce son dernier discours public, dans lequel il développe pour la dernière fois en public le rôle historique que Hitler aurait assumé, selon lui, rôle pour lequel les Allemands lui devraient une obéissance totale. Puis, il compare le Reich en déliquescence à Dieu qui refoulera sûrement les forces du mal, incarnées par la « juiverie internationale ».
Il suit son « Führer » jusqu'à la défaite. Le ministère de la Propagande, au service de « la sainte croisade du XXe siècle contre le bolchevisme », mobilise les troupes allemandes et le reste de la population au fur et à mesure que la situation militaire se détériore. Il est directement responsable du Volkssturm, troupes de réserve composées d'adolescents et de personnes âgées, lors de la bataille de Berlin.

#### Stratégies de propagande
D’après Leonard W. Doob (en), une des stratégies que Goebbels suit est que les propagandistes doivent toujours avoir accès aux informations concernant l’opinion publique. Cela permet d’avoir un contrôle permanent sur la population et les évènements qui les entourent. De plus, Goebbels estime que pour que la propagande soit remarquée, elle doit produire de l’intérêt chez le peuple et être transmise par un moyen de communication qui attire leur attention. Elle doit tenter de créer un niveau d’anxiété optimal, c’est-à-dire que d’un côté, les conséquences possibles d’une défaite doivent être prises en considération (donc garder un degré élevé d’anxiété), mais d’un autre côté (au niveau des individus), l’angoisse doit être modérée pour ne pas créer une atmosphère chaotique. Goebbels insiste aussi sur la propagande externe, utilisée pour affecter la politique de ses ennemis et leurs actions. C’est en offrant à l’adversaire des renseignements utiles, en l’aidant à parvenir à des conclusions désirées et en le forçant à révéler des informations importantes que cette stratégie est percutante. Qu’elle soit interne ou externe, la propagande de Goebbels est appuyée sur le “timing”. En d’autres mots, au moment où il décide de lancer sa campagne de propagande, le temps doit être idéal pour que son public soit le premier touché, tout en considérant les conséquences possibles de ses stratégies.
Pour que ces stratégies soient efficaces, Goebbels utilise des outils de propagande en plein développement à cette époque. La création du ministère à l'Éducation du peuple et à la Propagande du Reich, que Goebbels dirige, lui permet d’accaparer le contrôle des journaux et des affiches pour propager ses intentions et attirer l’attention de son public (une de ses principales stratégies), dans le but de rallier le plus d’individus pour qu’ils soutiennent le régime nazi. Par exemple, les journaux qui vont à l’encontre des idéologies de Goebbels et celles du régime Nazi sont suspendus et la presse antisémite se développe énormément pendant cette période. Cela signifie que les individus ne peuvent plus exprimer leurs opinions librement, de peur qu’ils subissent de graves conséquences.
Goebbels utilise aussi les journaux et les affiches pour faire de la propagande. Parmi les journaux auxquels beaucoup d’individus ont accès et les affiches les plus visibles, on retrouve des slogans simples, puissants, et répétitifs ainsi que le symbole de la croix gammée dans un disque blanc, sur un fond rouge vif. De plus, depuis l’arrivée d’Adolf Hitler au pouvoir, la radio se répand de plus en plus et est extrêmement politisée ainsi que les films allemands. Goebbels s’en rend rapidement compte et décide de s’en servir puisqu’il croit que c’est le meilleur outil pour diffuser le message nazi à travers toute l’Allemagne afin de mobiliser la population. Dans un article, Goebbels dit : « Je considère la radio comme l’instrument le plus moderne et le plus important d’influence de masse qui existe partout. » Le Volksempfänger est le nom qu’on donne au récepteur radio allemand de l’époque. Largement subventionné, c’est le moyen par lequel Goebbels parvient à communiquer avec l’ensemble de la population lorsque ce dernier y diffuse ses plus grands discours. Voici un exemple qui illustre ce phénomène : « on y voit une famille de paysans réunie dans une salle de séjour, toutes générations confondues ; sur une tablette dans un pan de mur, un Volksempfänger ; à côté, un portrait du Führer ; la famille semble plongée dans un recueillement quasi religieux. » Finalement, les arts, la musique, le théâtre, et les livres sont tous des outils qui ont aussi un rôle important dans la propagande interne et externe de Goebbels. Ces productions, diffusées dans plusieurs pays d’Europe, permettent d’envoyer des messages incisifs aux ennemis de l’Allemagne notamment.
En instaurant une puissante propagande nazie, Goebbels cherche à contrôler l’ensemble de la population allemande en se penchant particulièrement sur le secteur culturel et celui des médias. Il réussit à atteindre cet objectif, car une des principales conséquences qui émerge durant cette période est la peur, que ça soit au sein du pays ou à l’extérieur de ses frontières. Les individus atteints par cette vague de propagande sont dans un état d’angoisse constant. Parmi la vaste population allemande, Goebbels se concentre particulièrement sur les juifs allemands, contre lesquels il élabore une propagande haineuse. Notamment, en 1938, il décide d’organiser la nuit de Cristal pour les persécuter. De plus, sur les affiches et les images qu’il ordonne de réaliser, il les représente de manière péjorative et les place en position d’infériorité par rapport au reste du peuple allemand. En raison de ces inégalités, la propagande de Goebbels cause aussi d’énormes révoltes, menant à une atmosphère chaotique et plusieurs milliers de morts.[réf. nécessaire]

#### Kirchenkampf, le combat contre le catholicisme
En 1933, Hitler signa le Reichskonkordat, un traité avec le Vatican qui exigeait du régime d'honorer l'indépendance des institutions catholiques et interdisait au clergé la participation politique. Toutefois, le régime a continué à cibler les Églises chrétiennes et à essayer d'affaiblir leur influence. Tout au long de 1935 et 1936, des centaines de membres du clergé, religieux et laïcs dirigeants ont été arrêtés, souvent sur des fausses accusations de contrebande de devises ou de délits sexuels,. Goebbels a largement diffusé ces accusations dans ses campagnes de propagande, montrant les cas sous le pire des jours possible. Des restrictions ont été imposées aux réunions publiques et les publications catholiques furent confrontées à la censure. Les écoles catholiques ont été sommées de réduire l'instruction religieuse et des crucifix ont été retirés de bâtiments d'État.
Hitler hésita souvent sur la question de savoir si le Kirchenkampf devait être une priorité, mais ses fréquents commentaires enflammés à ce sujet étaient suffisants pour convaincre Goebbels d'intensifier ses travaux sur la question dans la première moitié de 1937. En réponse à la persécution, le pape Pie XI publia l'encyclique Mit brennender Sorge, introduite en contrebande en Allemagne le Dimanche de la Passion de 1937 et lue depuis toutes les chaires. Il dénonçait par là l'hostilité systématique du régime envers l'Église. En réponse, Goebbels reconduit la répression et la propagande du régime contre les catholiques. Son discours du 28 mai à Berlin devant 20 000 membres du parti, qui a été également diffusé à la radio, attaquait l'Église catholique en l'accusant d'être moralement corrompue. À la suite de cette campagne de propagande, les inscriptions dans les écoles confessionnelles diminuèrent fortement et, en 1939, toutes ces écoles furent dissoutes ou converties en établissements publics. Les harcèlements et menaces d'emprisonnement ont conduit les membres du clergé à être beaucoup plus prudents dans leurs critiques du régime. En partie poussé par des préoccupations de politique étrangère, Hitler ordonna une réduction du Kirchenkampf à la fin de juillet 1937.

#### Plénipotentiaire pour la guerre totale
À la suite de la défaite de Stalingrad, Goebbels prononce le 18 février 1943 un de ses plus importants discours au palais du Sport de Berlin. Conscient que l'Allemagne est en train de perdre la guerre, il fait approuver par 15 000 délégués la guerre totale. Il conclut son discours par cette phrase : « Et maintenant peuple, lève-toi, et toi, tempête, déchaîne-toi ».
Nommé « plénipotentiaire pour la guerre totale » par décret de Hitler daté du 25 juillet 1944, il exige que les mesures à mettre en œuvre soient concentrées sous l'autorité d'un seul responsable, appuyé sur les Gauleiter, et, alliant ses demandes à celles de Speer, défend l'opportunité d'un ratissage de la main-d’œuvre, ratissage de nature à permettre la formation de 50 divisions. Le 22 juillet, soit deux jours après l'échec de l'attentat contre Hitler, Goebbels est officiellement chargé de mobiliser les civils pour le conflit : dans un discours devant le cabinet réuni pour l'occasion ce jour-là, il se propose de « réformer la vie publique » : son action est strictement bornée par Bormann, responsable du NSDAP, et par Himmler, responsable de l'armée ; il définit aussi la guerre totale non seulement comme un problème matériel, mais aussi comme un problème psychologique et idéologique.
Doté de pouvoirs élargis, « dictateur intérieur de la guerre », selon ses mots, il doit néanmoins compter avec Himmler et Keitel, responsable de l'armée, et Bormann, compétent pour tout ce qui touche au NSDAP, mais surtout il reste un pouvoir parmi d'autres au sein du Reich en guerre, tenant son pouvoir de Hitler. Il fait cependant rapidement preuve d'une activité importante, imposant aux Gauleiter une conférence téléphonique quotidienne, mais doit tenir compte des demandes des secteurs économiques vitaux pour le Reich en guerre, sans compter les demandes du parti et des gauleiters : ses efforts, qui consistent en réalité à « gratter les fonds de tiroirs », se soldent en définitive par l'envoi d'un million d'hommes sur le front à la fin de l'année 1944.
Rapidement, ces pouvoirs élargis le font entrer en conflit avec Speer, chargé de la production d'armements : ce conflit a pour enjeu l'utilisation de la main-d’œuvre dégagée par les mesures de rationalisation de l'économie de guerre. Ils se réconcilient à l'automne, lors de la réception organisée le 14 novembre 1944 au ministère de la propagande, à laquelle sont conviés, en plus de Speer, Dönitz, Kaltenbrunner, Backe (de), Funk et Ley : à cette occasion est projeté un film commandé par Speer sur les V2 tourné à l'été 1944.

### Derniers jours

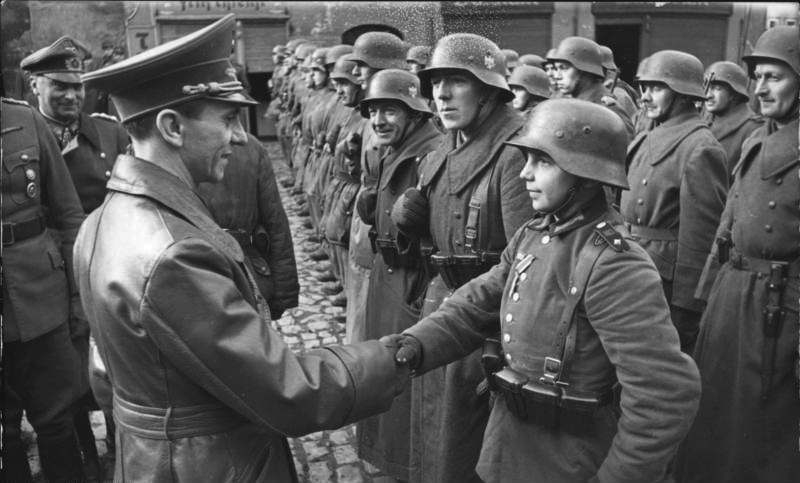
Joseph Goebbels remettant la croix de fer, au très jeune adolescent Willi Hübner, membre des Jeunesses hitlériennes en 1945.

Après le suicide de Hitler dans l'après-midi du 30 avril, il est brièvement chancelier du Reich du 30 avril au 1er mai. Ses dernières tentatives consistent à essayer de prendre contact avec les Soviétiques qui sont parvenus à la Zimmerstrasse, non loin du Führerbunker de la Neue Reichskanzlei, en parvenant avec ses aides de camp à mettre en place une ligne téléphonique pour communiquer avec eux. Il tente alors de négocier un armistice, mais ne parvient pas réellement à joindre les autorités soviétiques.
Refusant catégoriquement une reddition sans conditions, Goebbels se suicide par balle au soir du 1er mai 1945, avec son épouse Magda, après qu'elle a tué leurs six enfants en les empoisonnant au cyanure. Tout comme Hitler, il décide de se faire incinérer mais son corps n'est que partiellement brûlé par les aides de camp de la chancellerie à cause du manque d’essence. Le 4 ou le 5 mai, des soldats soviétiques découvrent le corps ; du fait que la calcination est incomplète, l'identification est facilitée par les caractéristiques physiques de Goebbels.
Les dépouilles de la famille Goebbels furent alors transportées jusqu'à Rathenow et inhumées dans un champ (ou une forêt) près du village de Neu Friedrichsdorf, à environ un kilomètre à l'est de la ville où le SMERSH (contre-espionnage soviétique) avait son enceinte. Huit mois plus tard, elles étaient exhumées pour être ensevelies dans la garnison de Magdebourg au 32 et 36 Westerndstraße (aujourd’hui Klausenerstraße). Aussi longtemps que le territoire resta sous autorité soviétique, le secret pouvait être bien gardé. En 1970, devant restituer au gouvernement de la République démocratique allemande les garnisons qu’ils occupaient à Magdebourg, les Soviétiques craignirent que la découverte des dépouilles n'engendre un lieu de pèlerinage néo-nazi. Youri Andropov, chef du KGB, ordonna alors de faire disparaitre définitivement les restes. Le 4 avril au soir, les os furent déterrés et placés dans des boîtes. À l'aube du 5 avril, celles-ci furent empilées sur un bûcher à l’extérieur de la commune de Schönebeck à onze kilomètres de Magdebourg, brûlées, puis leurs cendres dispersées dans l'Elbe, depuis un pont à Biederitz à une vingtaine de kilomètres de là.

### Vie privée

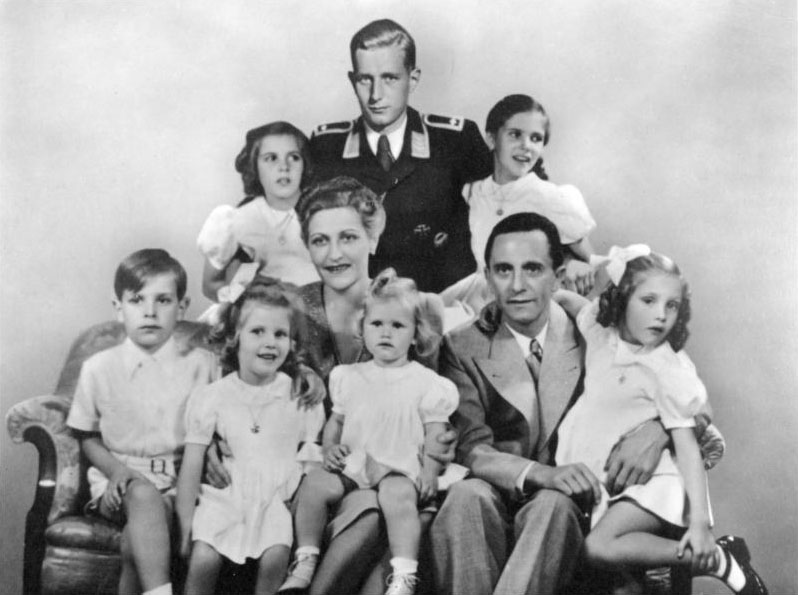
La famille Goebbels au « grand complet », le 1 janvier 1944, avec, rajouté sur la photo, en arrière-plan portant un uniforme de Feldwebel de la Luftwaffe, Harald Quandt, le fils de Magda et de Günther Quandt, son 1er mari.

En 1939, il fait construire une résidence d'été à Bogensee, à 15 km de Berlin.
Il épouse Johanna Maria Magdalena Behrend — plus connue sous le nom de Magda Goebbels et qui avait été la seconde femme de Günther Quandt — le 19 décembre 1931. Sous le Troisième Reich, la propagande fait de Magda Goebbels l'épouse et la mère de famille modèle de l'Allemagne nazie. Il a cependant une liaison, entre 1936 et 1938, avec l'actrice tchèque, Lída Baarová. Le couple n'évite le divorce que grâce à l'insistance de Hitler, qui veut éviter que les frasques de Goebbels soient connues.

## LeJournal de Goebbels
Le volumineux Journal tenu par Goebbels de 1923 à 1945 est un document capital pour les historiens et comporte vingt-neuf volumes édités intégralement par l’Institut d'histoire contemporaine de Munich. On y découvre, de l'intérieur, le fonctionnement complexe du régime nazi, la servilité de Goebbels vis-à-vis de son maître considéré infaillible, les intrigues et rivalités au sein du premier cercle, et surtout la machine à manipuler les esprits que dirige Goebbels. Trois thèmes lui serviront jusqu'au bout à entretenir ses propres illusions sur le succès final alors que troupes alliées, soviétiques et anglo-américaines, ont manifestement mis à genoux la « Grande Allemagne » : les Juifs, responsables du mal par définition, les Soviétiques, autre incarnation du mal absolu, et les promesses de lendemains meilleurs. On découvre aussi la psychologie d'un personnage-clé du « Reich millénaire » niant les crimes nazis et s'indignant des bombardements « criminels » de civils dans les villes allemandes attaquées par les Alliés occidentaux et les Soviétiques.
Dans le premier volume paru de la traduction en français du « Journal » de Goebbels (Journal 1943-1945, texte établi et annoté par Pierre Ayçoberry), on assiste au déclin puis à la chute du Troisième Reich. La rigueur de sa documentation fait de cet ouvrage un document important sur les rouages du pouvoir dans l'Allemagne nazie. Son style est fréquemment grandiloquent. Goebbels écrivait en prévision de la publication de son journal (les droits en avaient été vendus aux presses officielles du NSDAP en octobre 1934, en prévision d'une parution vingt ans après sa mort). C'est sans doute pourquoi les écrits de Goebbels dérivent progressivement vers l'auto-justification et la recherche de coupables pour expliquer la défaite de plus en plus probable de l'Allemagne nazie. Les deux cibles principales de Goebbels sont à ce titre la Luftwaffe — et à travers elle Hermann Göring — et le haut commandement de la Wehrmacht, plus particulièrement les milieux aristocratiques. Derrière cette dernière critique, on sent poindre la fascination de Hitler et Goebbels pour Staline qui a, selon eux, réussi à mettre en place un régime totalitaire ultime en éliminant tous les cercles intermédiaires.
Dans des tomes précédents, il aborde en 1941 la liquidation des malades mentaux, arguant que « Quarante mille d’entre eux sont déjà partis, et soixante mille doivent encore y passer. C’est un travail dur, mais nécessaire. » À la fin de 1941 et en 1942, il revient à plusieurs reprises sur l'extermination des Juifs, Emmanuel Le Roy Ladurie parlant à cet égard d'un « antisémitisme enragé », co-inspirateur de ce que Goebbels évoque aussi sous le nom de « liquidation », « anéantissement » ou « exécutions de masse ». Il a, en tant que gauleiter, participé de manière active à la déportation des Juifs de Berlin.
Enfin, le texte décrit de manière saisissante le désordre qui règne dans les milieux décisionnels du Troisième Reich et fait ainsi définitivement voler en éclats le mythe de la machine de guerre allemande bien huilée. En l'absence d'une hiérarchie définitive et d'une répartition claire des compétences, on assiste en effet à d'incessantes querelles personnelles dans lesquelles Goebbels n'est jamais le dernier à s'impliquer, et où le but est in fine de gagner les faveurs d'un Führer de plus en plus enfermé dans son idée fixe. Ce climat rend difficile, voire impossible, la prise de décision comme la réalisation de tout projet concret. Ainsi, bien que Goebbels n'ait de cesse d'appeler à la guerre totale et mentionne continuellement le sujet, de réunion en réunion, ce projet n'avance pas. Par exemple, Goebbels lui-même, privilégiant la propagande aux objectifs militaires, prélève en 1944 des milliers de soldats sur le front de l'Est pour tourner en tant que figurants dans une de ses productions cinématographiques.
Il parlait couramment le français mais absolument pas l’anglais. Cela explique peut-être ses erreurs de ton face à l'Angleterre, mais aussi les idées empruntées à Joseph Arthur de Gobineau[réf. nécessaire].

## Écrits de Goebbels

### Textes publiés
- Das kleine abc des Nationalsozialisten (1925)
- Lenin oder Hitler? Eine Rede (1926)
- Die zweite Revolution, Briefe an Zeitgenossen (1926)
- Wege ins dritte Reich, Briefe und Aufsätze für Zeitgenossen (1927)
- Michael. Ein deutsches Schicksal in Tagebuchblättern (de) (roman, 1929)
- Vom Proletariat zum Volk (1932)
- Vom Kaiserhof zur Reichskanzlei (1934)
- Der Faschismus und seine praktischen Ergebnisse Reihe : Deutsche Hochschule für Politik. Écrits, vol. 1, Junker et Dünnhaupt, 1934. Préface de Paul Meier-Benneckenstein, président de la DHfP (discours de G. dans la "Hochschule") )
- Kampf um Berlin - Combat pour Berlin (1934)
- Signale der neuen Zeit (1934)
- Kommunismus ohne Maske
- Shafft Waffen für die Front
- Der Angriff. Aufsätze aus der Kampfzeit (1935)
- Die Zeit ohne Beispiel (1942)
- Das deutsche Hausbuch (1943) - Préface. Zentralverlag der NSDAP Franz Eher Nachf. GmbH
- Das Eherne Herz (1943)
- Der steile Aufstieg (1944)

### Textes non publiés
- Der Lenz und ich und Du (Gedichte, o. J.)
- Der Mutter Gebet. Ein Idyll aus dem Kriege (o. J.)
- Bin ein fahrender Schüler, ein wüster Gesell (Novelle, 1917)
- Judas Iscariot (Drama, 1918)
- Heinrich Kämpfert (Drama, 1919)
- Die Saat (Drama, 1920)
- Wilhelm von Schütz als Dramatiker. Ein Beitrag zur Geschichte der Romantischen Schule (Dissertation, 1921)
- Der Wanderer, Ein Spiel in einem Prolog, elf Bildern und einem Epilog von Joseph Goebbels. Dem anderen Deutschland geschrieben 1923 begonnen, Fragment. 1927 aufgeführt.
- Michael Voormann: Ein Menschenschicksal in Tagebuchblättern. (Roman, 1924)

### Journal
- Elke Fröhlich (Hrsg.): Die Tagebücher von Joseph Goebbels. K. G. Saur, Munich (Projektbeschreibung auf der IfZ-Website).
  - Partie I : Aufzeichnungen 1923–1941. 14 vol. 1997–2005,  (ISBN 3-598-23730-8).
  - Partie II : Diktate 1941–1945. 15 vol. 1993–1996,  (ISBN 3-598-21920-2).
  - Partie III : Register 1923–1945. 3 vol. 2007-2008,  (ISBN 3-598-21925-3, 978-3-598-21959-7 et 978-3-598-21925-2).
- Édition française (voir infra)